# Risiocnemis siniae
Risiocnemis siniae is een libellensoort uit de familie van de Breedscheenjuffers (Platycnemididae), onderorde juffers (Zygoptera).
De wetenschappelijke naam van de soort is voor het eerst geldig gepubliceerd in 1991 door Hämäläinen.